# NGC 1803
NGC 1803 este o galaxie spirală situată în constelația Pictorul. A fost descoperită în 28 decembrie 1834 de către John Herschel.